# Baptisteriul din Florența
Baptisteriul din Florența (în italiană Battistero di San Giovanni) este un lăcaș de cult aferent Catedralei Santa Maria del Fiore din Florența. Edificiul a fost construit între anii 1059 și 1128 în stil romanic.

## Poarta Paradisului

”Poarta Paradisului” de Lorenzo Ghiberti

Scenele celor 10 basoreliefuri din bronz aurit de la poarta baptisteriului, numită „Poarta Paradisului”, au fost realizate de Lorenzo Ghiberti. Ele reprezintă următoarele personaje din Vechiul Testament:

1. Adam și Eva 

2. Cain și Abel 

3. Noe 

4. Abraham și Isaac 

5. Iacob și Esau

6. Iosif și Beniamin 

7. Moise 

8. Iosua 

9. David și Goliat

10. Solomon și regina din Saba

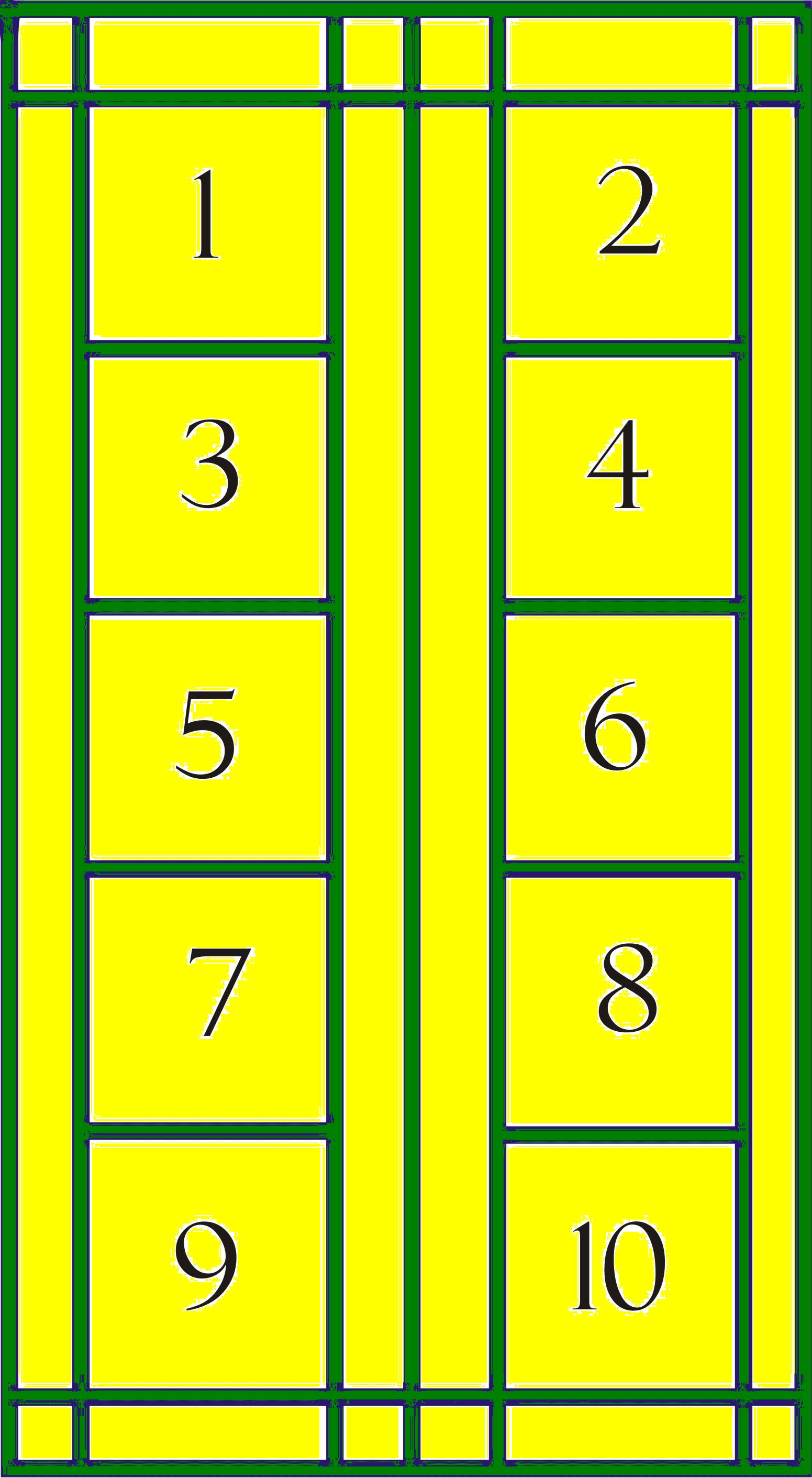
Schema celor 10 casete cu basoreliefuri
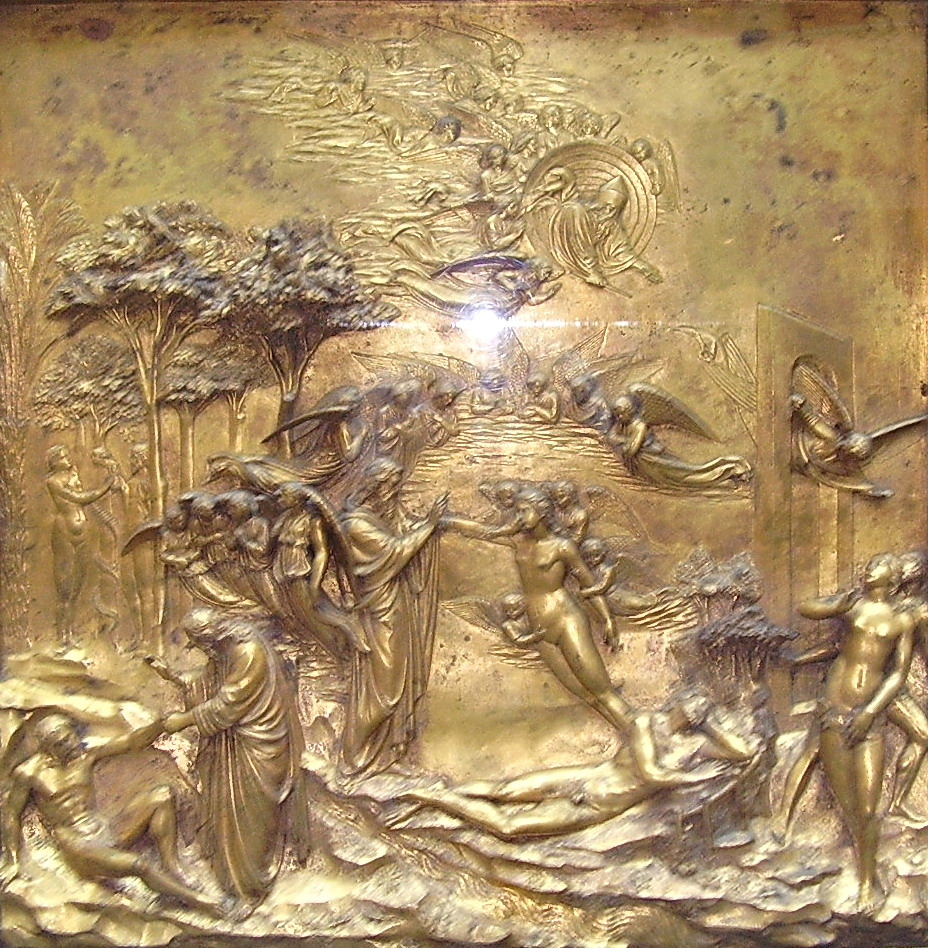
Adam şi Eva
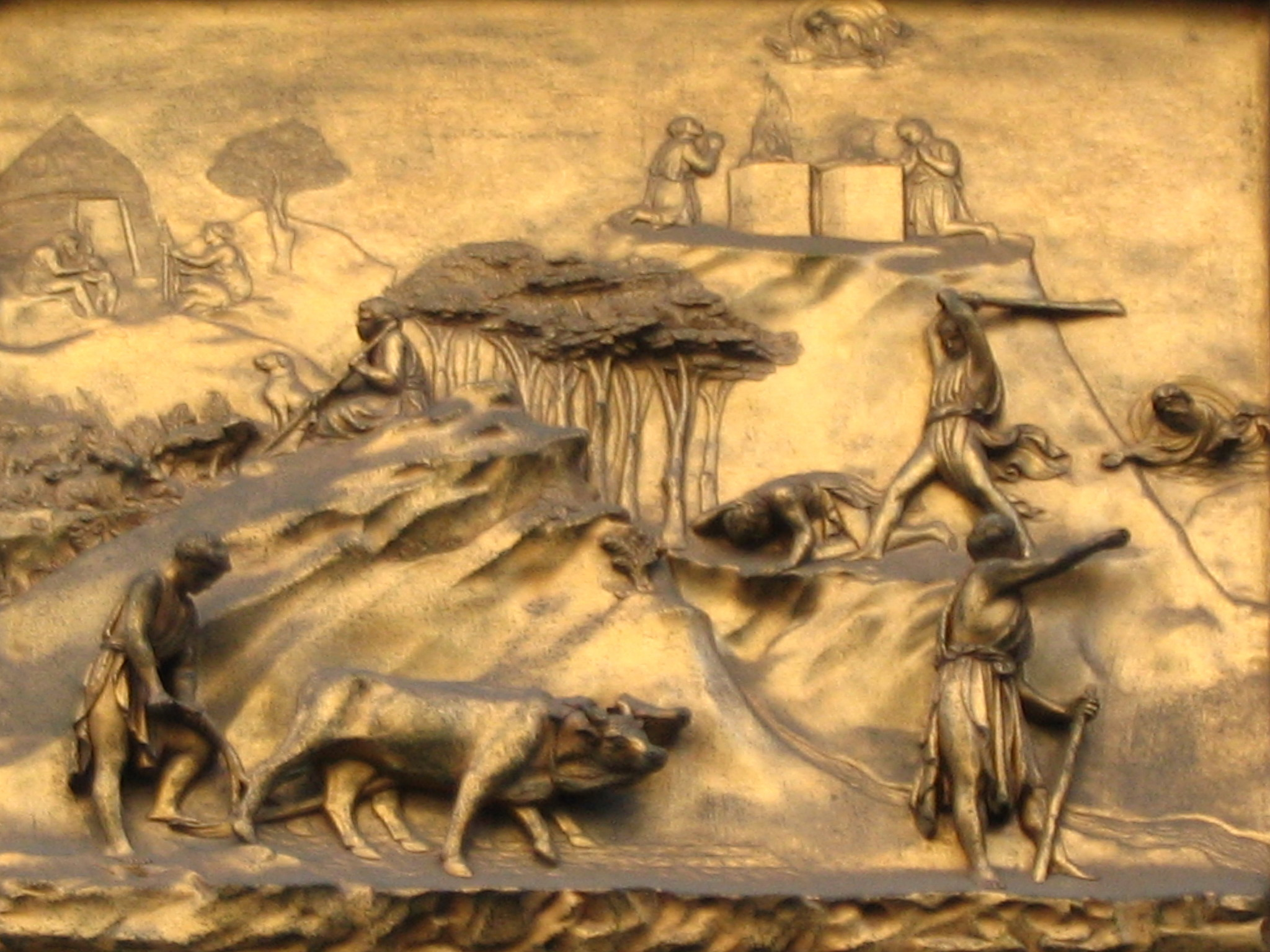
Cain şi Abel
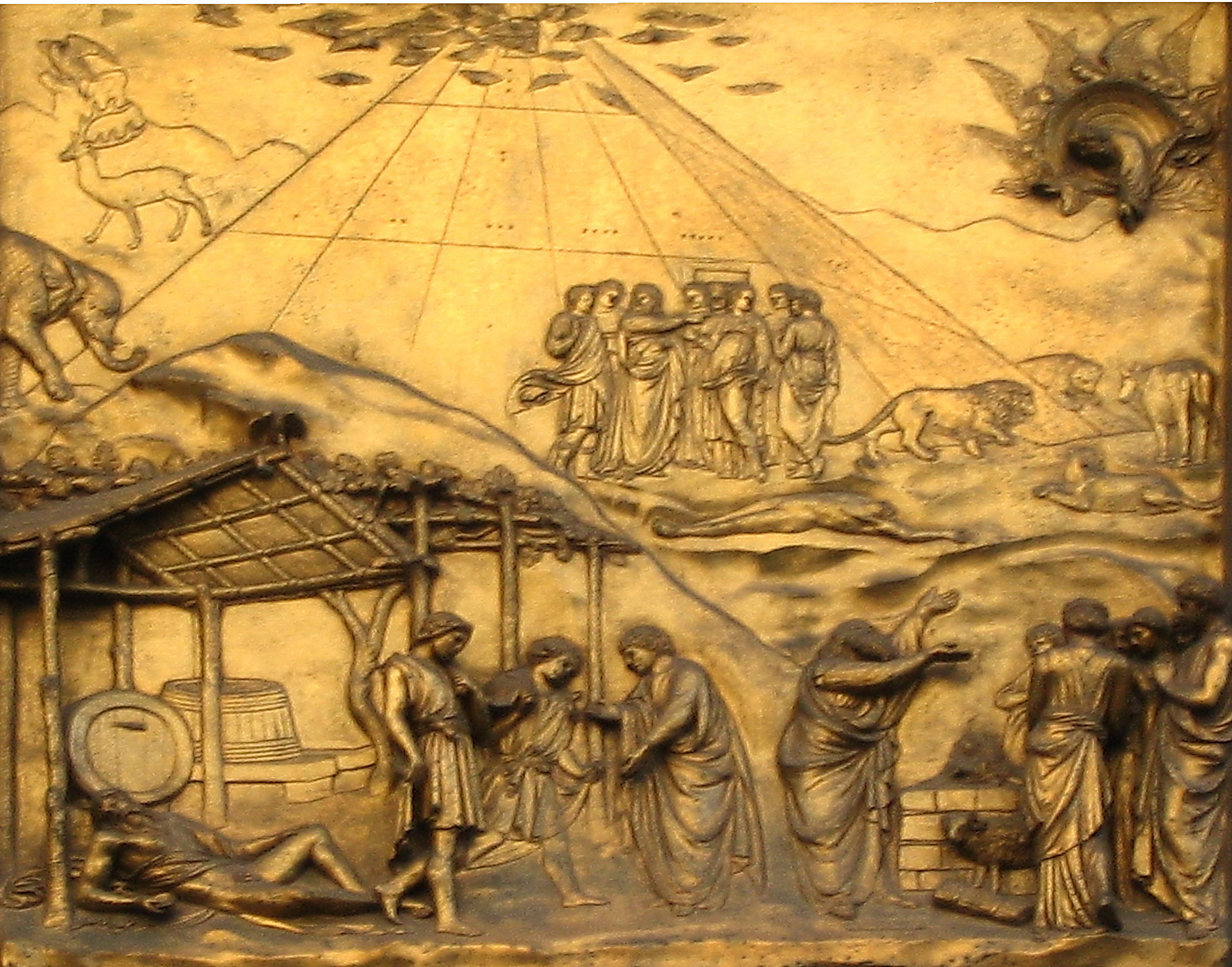
Noe
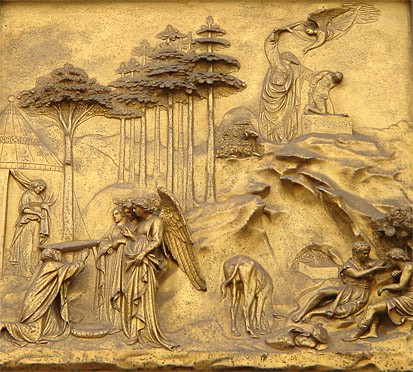
Abraham şi Isaac
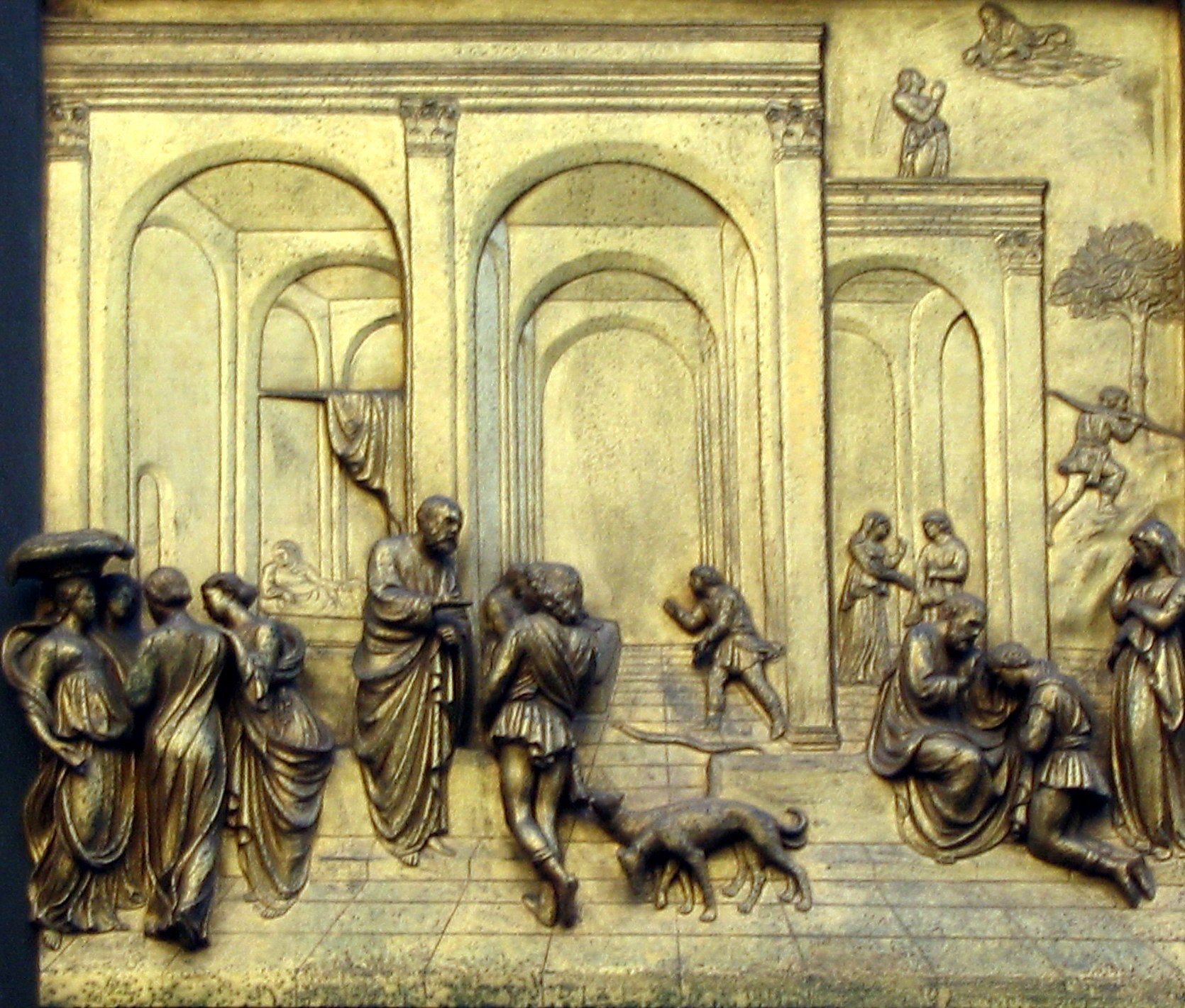
Jacob şi Esau
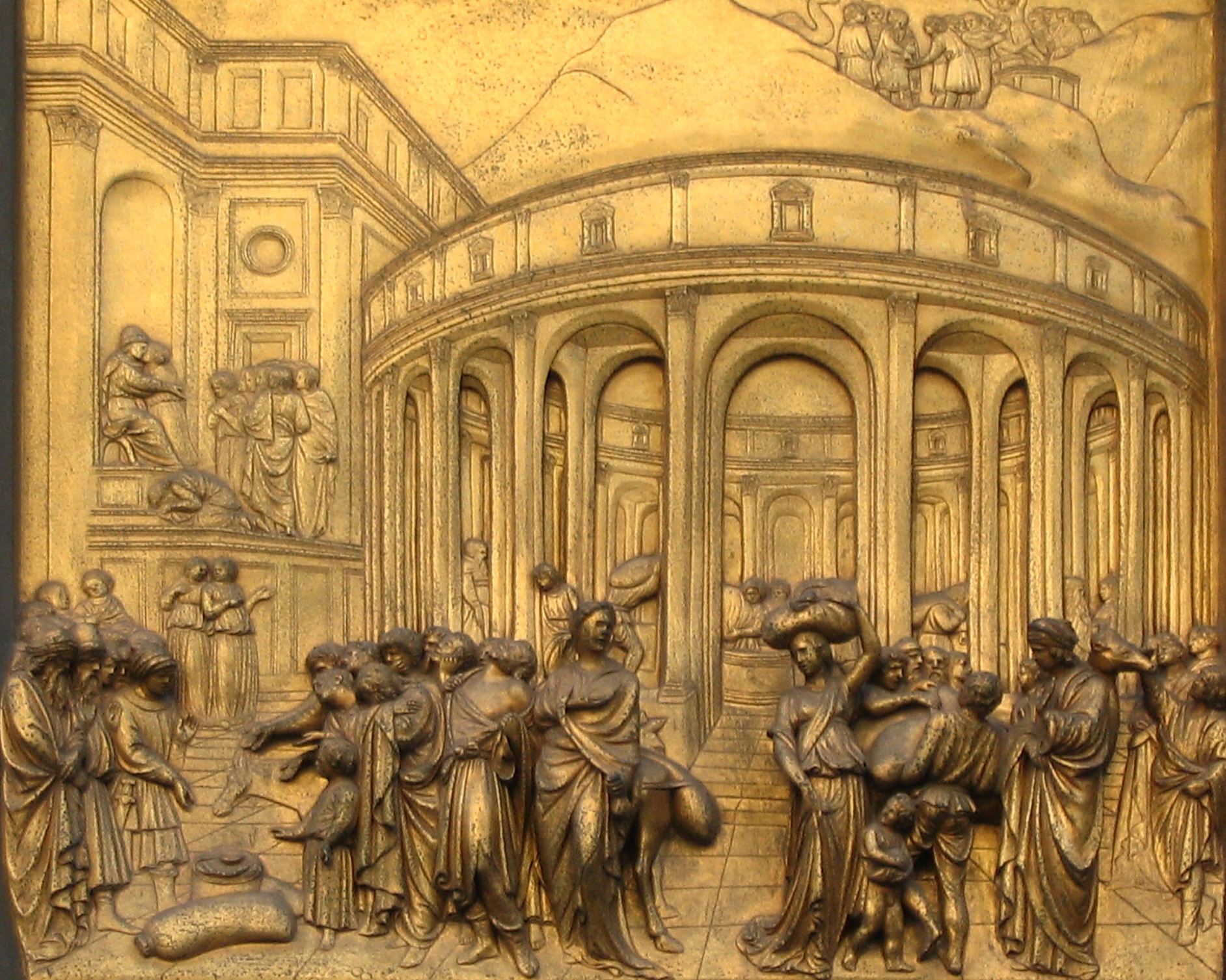
Iosif şi Beniamin
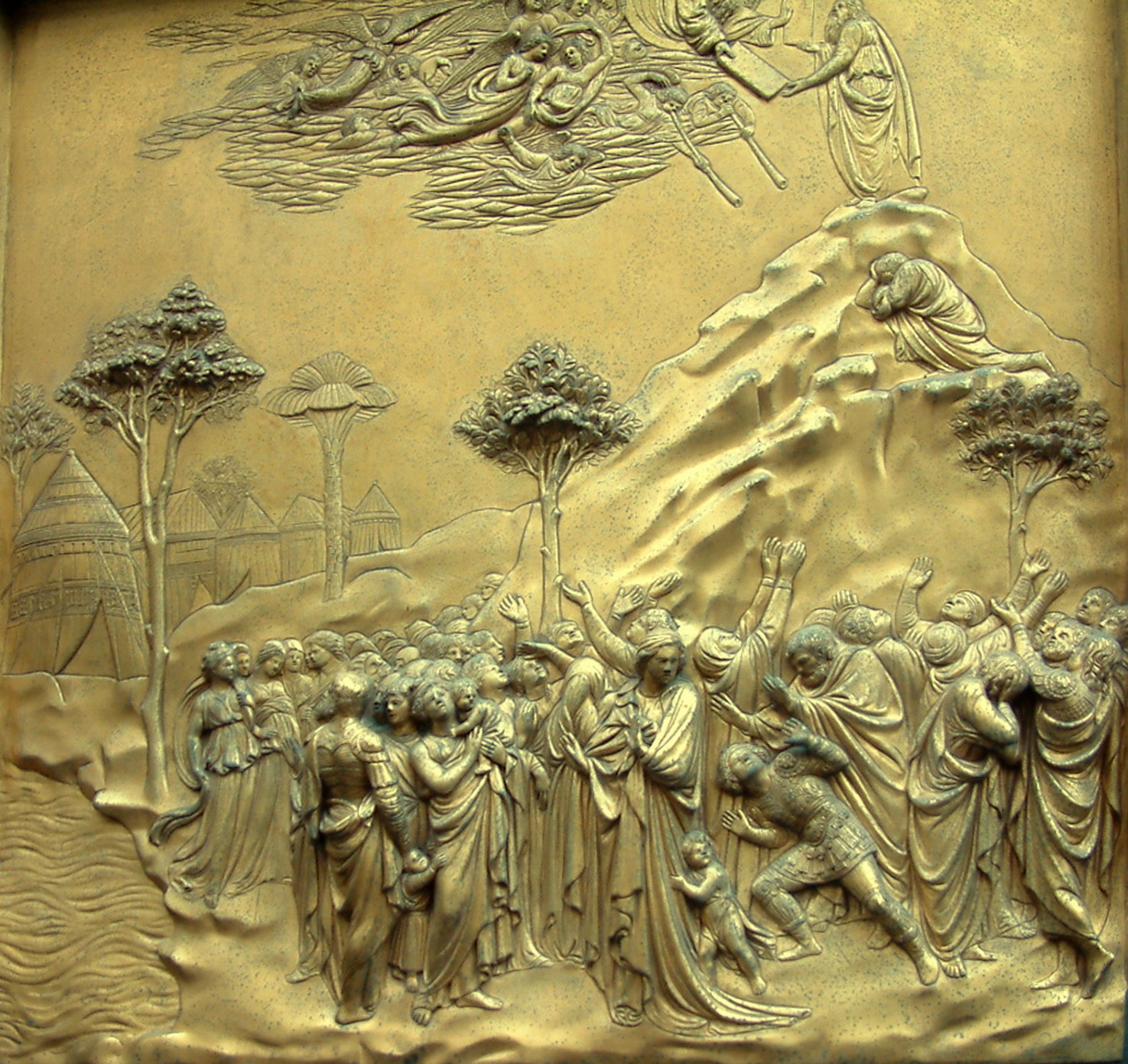
Moise
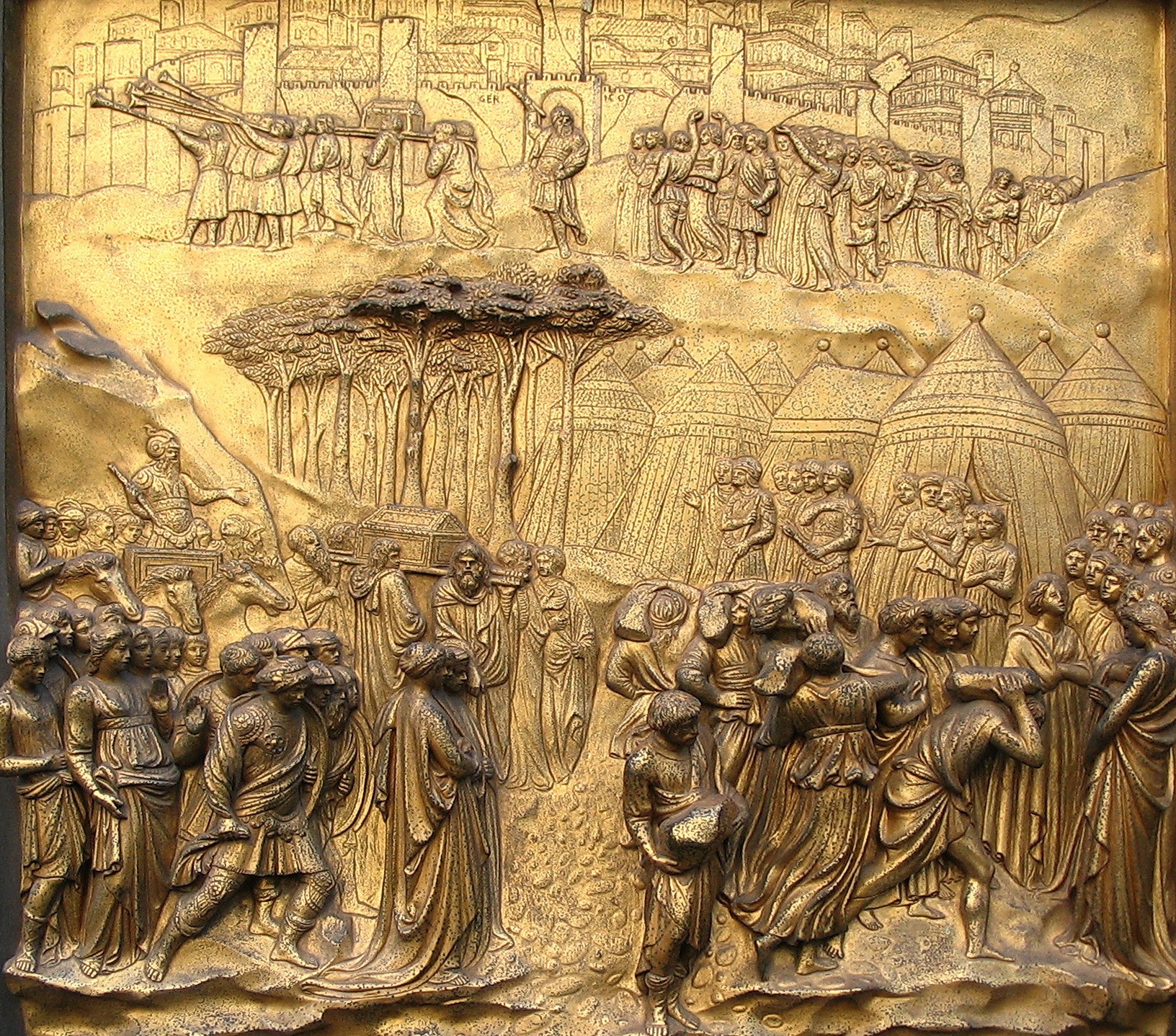
Iosua
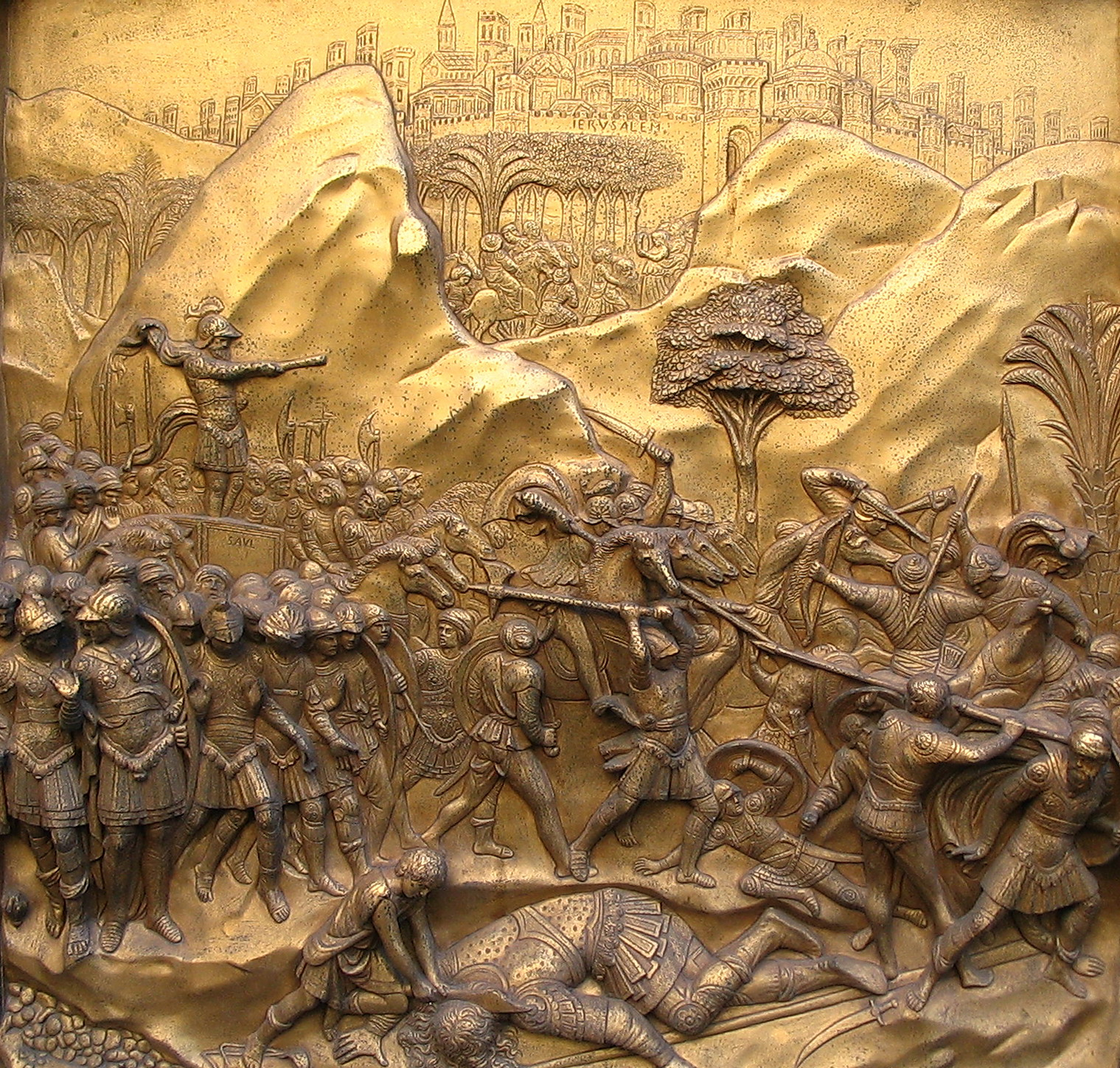
David şi Goliat
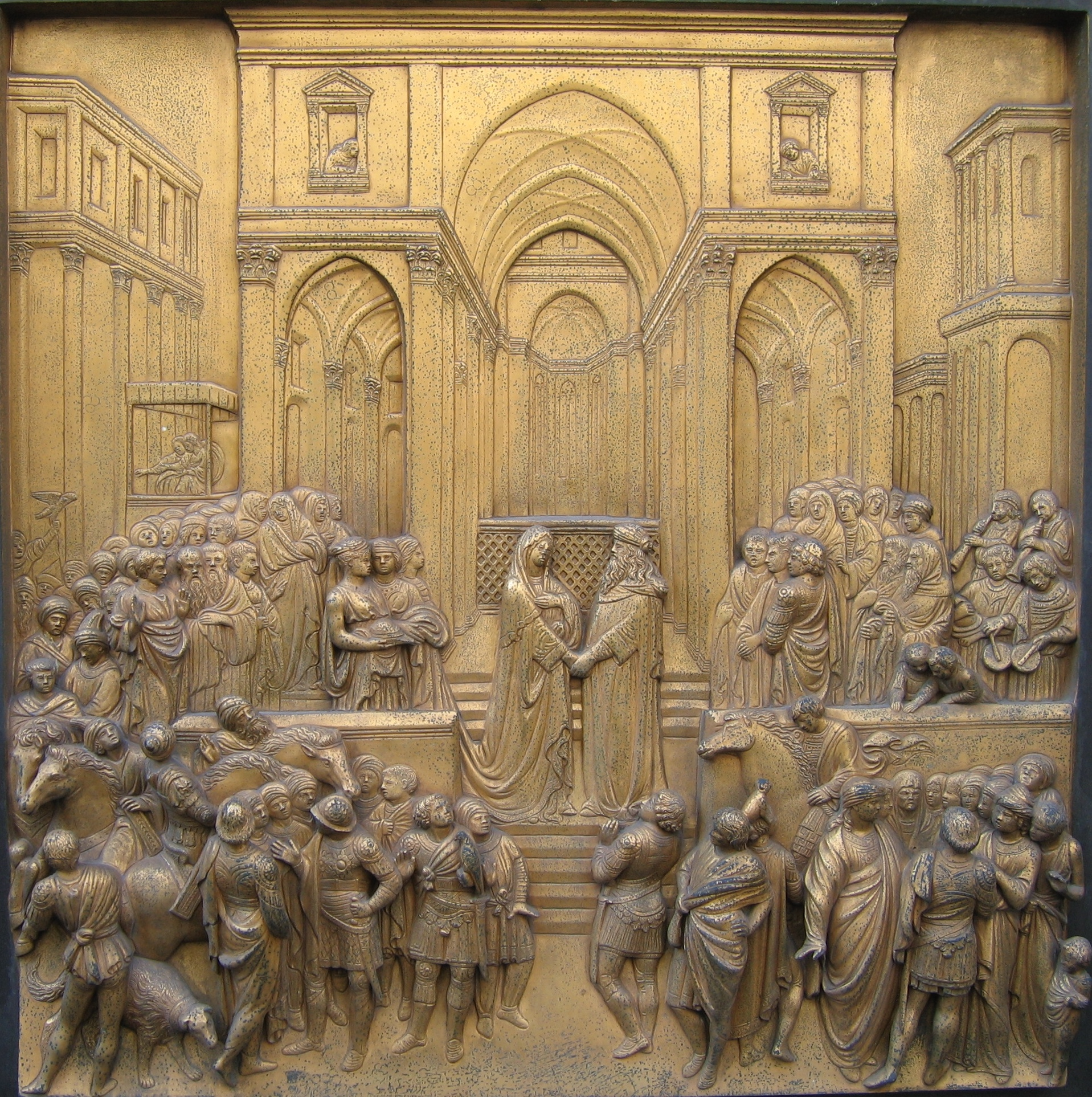
Solomon şi Regina din Saba

## Galerie de imagini

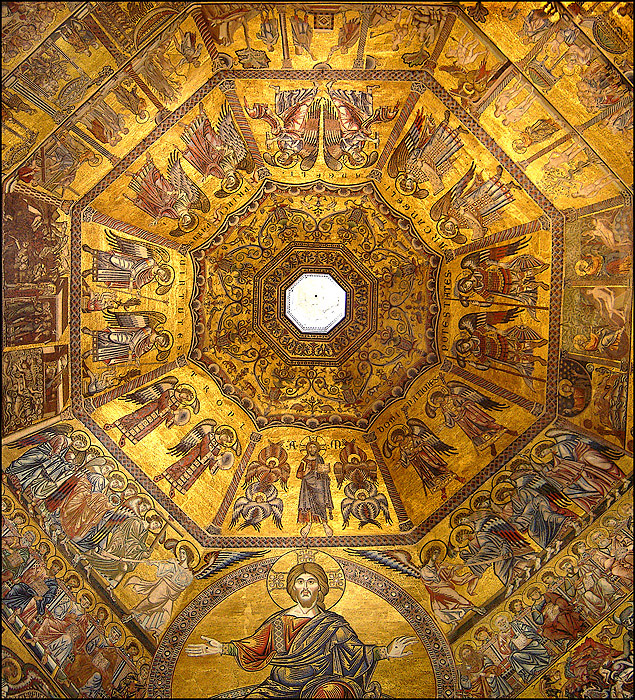
Mozaicul cupolei
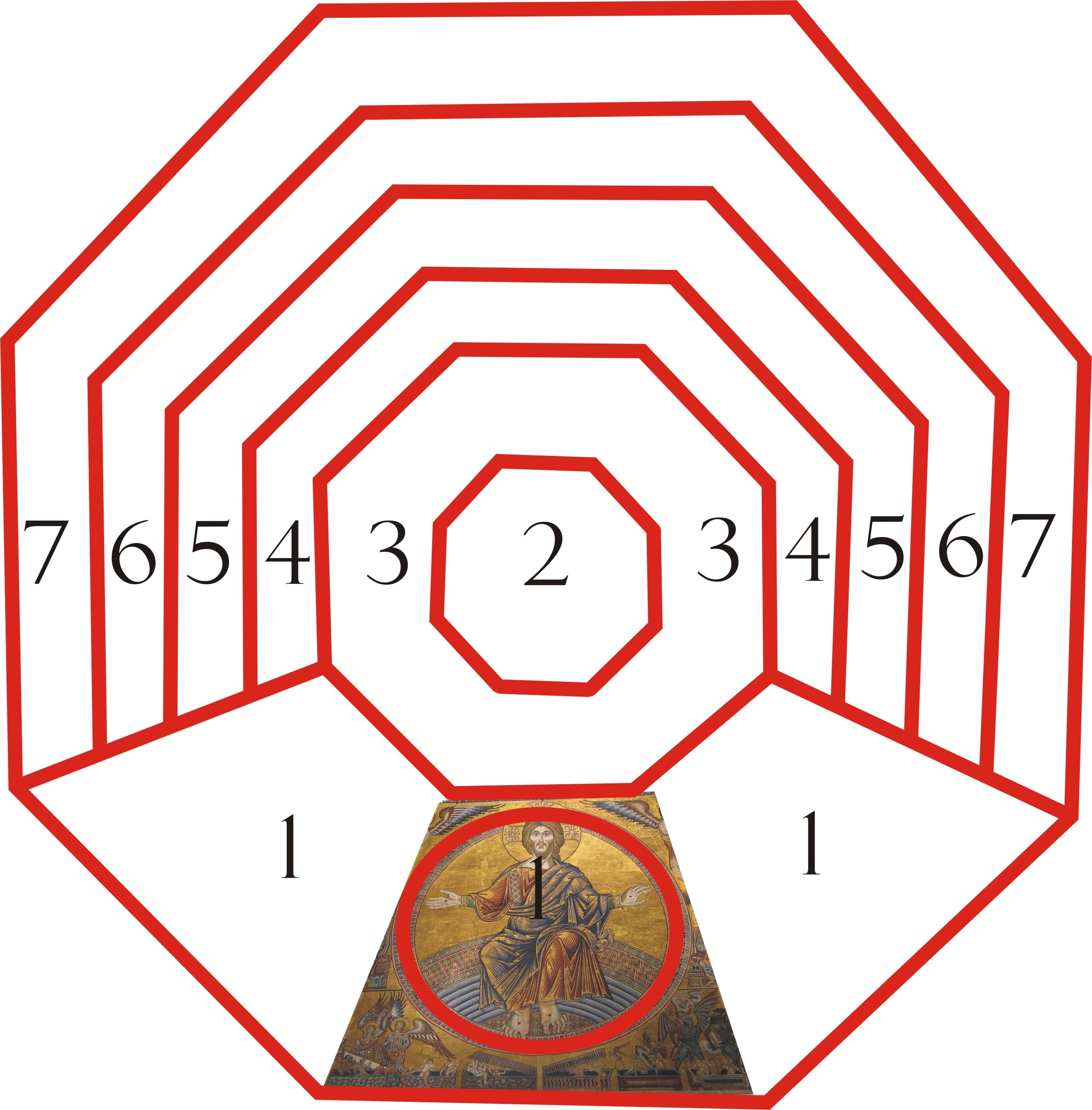
Schița mozaicului
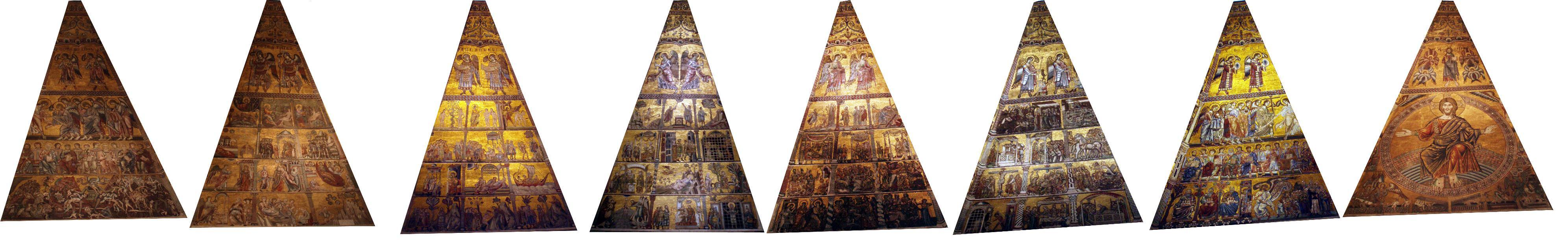
Reproducerea mozaicului